# Хоскинс, Боб
Ро́берт Уи́льям «Боб» Хо́скинс (англ. Robert William «Bob» Hoskins; 26 октября 1942, Бери-Сент-Эдмундс, Суффолк — 29 апреля 2014, Лондон) — британский актёр кино и телевидения, кинорежиссёр, сценарист и продюсер, обладатель премий BAFTA и «Золотой глобус» в категории «Лучшая мужская роль» за роль в фильме «Мона Лиза» Нила Джордана. Также номинировался на «Оскар» за эту же роль в 1987 году. Хоскинс снял четыре фильма, дважды выступил в качестве продюсера и один раз был сценаристом.

## Биография
Роберт Уильям Хоскинс родился 26 октября 1942 года в графстве Саффолк, в семье повара и учительницы в детском саду Элси Лилиан (урождённая Хопкинс), и Роберта Уильяма Хоскинса-старшего, водителя грузовика, переквалифицировавшегося в бухгалтера. В 15 лет бросил школу, работал грузчиком и портье, мойщиком окон и цирковым огнеглотателем. Поступил на трёхлетние бухгалтерские курсы, но тоже бросил их. В 1969 году он случайно попал на прослушивание в «Unity Theatre» в Лондоне, где получил роль и признание среди коллег. Первую роль в кино он получил в 1976 году в сериале «В движении».
Будучи небольшого роста, по темпераменту и внешности типичный кокни, Хоскинс привлёк внимание критиков в телефильме «Пенни с неба» («Pennies from Heaven»), а также выдающимся исполнением роли лондонского гангстера в фильме «Долгая Страстная пятница» («The Long Good Friday», 1980).
Хоскинс упрочил свою актёрскую репутацию, получив премию Британской киноакадемии BAFTA как лучший актёр и получив «Золотой глобус» как лучший драматический актёр за роль гангстера в фильме «Мона Лиза» и поставив в 1988 году в качестве режиссёрского дебюта картину «The Raggedy Rawney». В 1995 году он снял ещё один фильм — «Радуга».
Всемирную известность ему принесли фильм Роберта Земекиса «Кто подставил Кролика Роджера?» и первая в истории кинематографа экранизация видеоигры «Супербратья Марио».
Среди фильмов, в которых он снялся, «Бразилия» Терри Гиллиама, «Дэнни Цепной Пес» режиссёра Луи Летерье, снятый по сценарию Люка Бессона, роль священника в фильме «Отходная молитва» Майкла Ходжеса и фильм «Русалки».
Яркой его ролью является гангстер в криминальной драме Фрэнсиса Форда Копполы «Клуб Коттон», менеджер в фильме Алана Паркера «Стена», действие которого основано на одноимённом альбоме группы Pink Floyd.
Хоскинс неоднократно играл политических деятелей. Так, в картине Жан-Жака Анно «Враг у ворот» он исполнил роль Никиты Хрущёва, роль Муссолини в фильме «Муссолини и я» Альберто Негрина, роль Гувера в фильме «Никсон» Оливера Стоуна, в ленте Андрея Кончаловского «Ближний круг» актёр сыграл Лаврентия Берию.
Последние годы Хоскинс много болел. Осенью 2011 года у актёра была диагностирована болезнь Паркинсона, в связи с чем в августе 2012 года было объявлено о завершении его актёрской карьеры. 71-летний Хоскинс скончался ночью 29 апреля 2014 года от воспаления лёгких.

## Фильмография

### Актёрские работы
- 1975 — Вставки / Inserts — Большой Мак
- 1979 — Рассвет зулусов / Zulu Dawn — сержант-майор Уильямс
- 1980 — Долгая Страстная пятница / The Long Good Friday — Гарольд Шенд
- 1982 — Стена / The Wall — менеджер Пинка
- 1983 — Лэсситер / Lassiter — инспектор Джон Беккер
- 1983 — Почётный консул / The Honorary Consul — полковник Перес
- 1984 — Клуб «Коттон» / The Cotton Club — Оуни Мэдден
- 1985 — Муссолини и я / Mussolini and I — Муссолини
- 1985 — Бразилия / Brazil — Спур
- 1986 — Мона Лиза / Mona Lisa — Джордж
- 1987 — Отходная молитва / A Prayer for the Dying — отец Майкл Да Коста
- 1987 — Одинокая страсть Джудит Херн / The Lonely Passion of Judith Hearne — Джеймс Мэдден
- 1988 — Кто подставил кролика Роджера? / Who Framed Roger Rabbit? — Эдди Валиант
- 1988 — Гадалка-оборванка / The Raggedy Rawney — Дарки
- 1989 — 1996 — Байки из склепа / Tales from the Crypt — Редмонд
- 1990 — Русалки / Mermaids — Лу Ландски
- 1990 — Состояние сердца / Heart Condition — Джек Муни
- 1991 — Ближний круг — Берия
- 1991 — Капитан Крюк / Hook — Сми, слуга капитана Крюка / уборщик в Кенсингтон Гарденс
- 1991 — Услуга, часы и очень большая рыба / The Favour, the Watch and the Very Big Fish — Луис
- 1991 — Вдребезги / Shattered — Гус Клейн
- 1992 — Похороны Джека / Passed Away — Джонни
- 1992 — Голубой лёд / Blue Ice — Сэм Гарсия
- 1993 — Супербратья Марио / Super Mario Bros. — Марио
- 1995 — Балто / Balto (мультфильм) — голос гуся Бориса
- 1995 — Никсон / Nixon — Джон Эдгар Гувер
- 1995 — Радуга / Rainbow — Фрэнк Бейли
- 1996 — Майкл / Michael — Вартан Малт
- 1996 — Секретный агент / The Secret Agent — Верлок
- 1997 — 24:7 / 24 7: Twenty Four Seven — Алан
- 1998 — Роковые выстрелы / Parting Shots — Герд Лейтон
- 1998 — Кузина Бетта / Cousin Bette — Сезар Кревель
- 1998 — Парень с Белой реки / The White River Kid — брат Эдгар
- 1999 — Путешествие Фелиции / Felicia’s Journey — Джо Хилдич
- 1999 — Капитан Джек / Captain Jack — Джек
- 1999 — Комната для Ромео Брасса / A Room for Romeo Brass — Стив Лэвс
- 1999 — Дэвид Копперфилд / David Copperfield — Уилкинс Микобер
- 2000 — Американская девственница / American Virgin — Джоуи
- 2000 — Любимец господа / Noriega: God’s Favorite — генерал Норьега
- 2000 — Последний рыцарь / Don Quixote — Санчо Панса
- 2001 — Враг у ворот / Enemy at the Gates — Никита Хрущёв
- 2001 — Последние желания / Last Orders — Рэй Джонсон
- 2001 — Затерянный мир / The Lost World — профессор Джордж Челленджер
- 2002 — Интимный словарь / The Sleeping Dictionary — Генри
- 2002 — Туда, где живут эскимосы / Where Eskimos Live — Шарки
- 2002 — Госпожа горничная / Maid in Manhattan
- 2003 — В логове льва / Den of Lions — Дариус Пашкевич
- 2004 — Ярмарка тщеславия / Vanity Fair — сэр Питт Кроули-старший
- 2004 — У моря / Beyond the Sea — Чарли Кассотто Мафиа
- 2005 — Миссис Хендерсон представляет / Mrs Henderson Presents — Вивиан Ван Дамм
- 2005 — Дэнни цепной пёс / Danny the Dog — Барт
- 2005 — Останься / Stay — доктор Леон Паттерсон
- 2005 — Сын Маски / Son of the Mask — Один
- 2006 — Париж, я люблю тебя / Paris, je t’aime — Боб (новелла «IX округ: Пигаль»)
- 2006 — Смерть Супермена / Hollywoodland — Эдди Менникс
- 2006 — Ветер в ивах / The Wind in the Willows — барсук
- 2007 — Искра / Sparkle — Винс
- 2007 — Вне закона / Outlaw — Уолтер Льюис
- 2007 — Сказки стриптиз-клуба / Go Go Tales — Барон
- 2007 — Рубиново синий цвет / Ruby Blue — Джек
- 2008 — Судный день / Doomsday — капитан Билл Нельсон
- 2008 — Волшебная история Пиноккио / Pinocchio — Джеппетто
- 2009 — Рождественская история / A Christmas Carol — мистер Феззивиг / старый Джо
- 2010 — Сделано в Дагенхэме / Made in Dagenham — Альберт
- 2011 — Неверленд / Neverland — мистер Сми
- 2011 — Уилл / Will — Дэйви
- 2012 — За пределами пари / Outside Bet — Перси Смит
- 2012 — Белоснежка и охотник / Snow White & the Huntsman — Мьюр

### Режиссёрские работы
- 1988 — Гадалка-оборванка / The Raggedy Rawney
- 1989 — 1996 — Байки из склепа / Tales from the Crypt
- 1995 — Радуга / Rainbow
- 1999 — Истории подземки / Tube Tales

### Сценарные работы
- 1988 — Гадалка-оборванка / The Raggedy Rawney

### Продюсерские работы
- 1996 — Секретный агент / The Secret Agent
- 2005 — Миссис Хендерсон представляет / Mrs Henderson Presents

## Награды и номинации
| Год  | Премия         | Категория                                     | Работа                        | Результат |
| ---- | -------------- | --------------------------------------------- | ----------------------------- | --------- |
| 1987 | Золотой глобус | Лучшая мужская роль — драма                   | Мона Лиза                     | Победа    |
| 1989 | Золотой глобус | Лучшая мужская роль — комедия или мюзикл      | Кто подставил кролика Роджера | Номинация |
| 2006 | Золотой глобус | Лучшая мужская роль второго плана — кинофильм | Миссис Хендерсон представляет | Номинация |
| 1979 | BAFTA TV       | Лучшая мужская роль                           | Гроши с неба                  | Номинация |
| 1982 | BAFTA          | Лучшая мужская роль                           | Долгая Страстная пятница      | Номинация |
| 1984 | BAFTA          | Лучшая мужская роль второго плана             | Почётный консул               | Номинация |
| 1987 | BAFTA          | Лучшая мужская роль                           | Мона Лиза                     | Победа    |
| 1987 | Оскар          | Лучшая мужская роль                           | Мона Лиза                     | Номинация |